# أبو عيسى محمد الترمذي
أبو عيسى محمد بن عيسى بن سَوْرة بن موسى بن الضحاك السُّلَمي الترمذي (209 هـ - 279 هـ) / (824م - 892م). مصنّف كتاب الجامع المعروف بسنن الترمذي، حافظ للحديث، ولد في مدينة ترمذ، ثم ارتحل لطلب الحديث فذهب إلى خراسان، والعراق، والحجاز، ولم يرحل إلى مصر والشام، وحدّث عن جمع كبير من المحدثين، وتفقه في الحديث بالبخاري، وأصبح ضريرًا في كِبره بعد رحلته وكتابته العلم، وتوفي في 13 رجب 279 هـ في بلدة ترمذ.

## اسمه ونسبه
هو محمد بن عيسى بن سورة بن موسى بن الضحاك، وقيل: هو محمد بن عيسى بن يزيد بن سورة بن السكن، ويقال محمد بن عيسى بن سورة بن شداد بن عيسى. وأما نسبه فهو السُّلَمي البُوغي التِّرمذِي، فأما السُّلَمي فنسبة إلى بني سليم بن منصور، وأما البُوغي نسبة إلى قرية بُوغ التي تقع على بعد ستة فراسخ من ترمذ، وأم الترمذي فنسبة إلى مدينة ترمذ. وكنيته أبو عيسى. فاشتهر بالحافظ أبي عيسى الترمذي الضرير.

## مولده
ولد الترمذي في العقد الأول من القرن الثالث الهجري، في حدود سنة 210 هـ، وقال صلاح الدين الصفدي: ولد سنة بضع ومائتين، وقال ابن الأثير الجزري: ولد سنة 209 هـ. ولد في ترمذ وإليها يُنسب، وترمذ مدينة عظيمة واسعة بخراسان، وقال ابن الأثير: ببلخ، على طرف جيحون. وقيل بل ولد في قرية بُوغ التي تقع على بعد ستة فراسخ من ترمذ. ذكر البعض أنه ولد أعمى، والصحيح أنه أضر في كِبره بعد رحلته وكتابته العلم.

## قالوا عنه
- قال أبو سعد الإدريسي عنه:[13] «أحد الأئمة الذين يقتدى بهم في علم الحديث ، صنف الجامع والتواريخ والعلل تصنيف رجل عالم متقن ، كان يضرب به المثل في الحفظ»
- قال الحاكم:[14] «سمعت عمر بن علك يقول : مات البخاري، فلم يخلف بخراسان[ ؟ ] مثل أبي عيسى، في العلم والحفظ، والورع والزهد، بكى حتى عمي، وبقي ضريرًا سنين»
- قال ابن الأثير:[15] «كان الترمذي إمامًا حافظًا له تصانيف حسنة منها الجامع الكبير وهو أفضل الكتب»
- قال ابن العماد الحنبلي:[16] «كان مبرزًا على الأقران آية في الحفظ والإتقان»
- قال المزي:[13] «الحافظ صاحب الجامع وغيره من المصنفات، أحد الأئمة الحفاظ المبرزين ومن نفع الله به المسلمين»
- وصفه السمعاني بأنه:[17] «إمام عصره بلا مدافعة»
- قال الذهبي: «الحافظ العالم صاحب الجامع ثقة مجمع عليه ولا التفات إلى قول أبي محمد بن حزم في الفرائض من كتاب الإيصال أنه مجهول فإنه ما عرف ولا درى بوجود الجامع ولا العلل له»
- ذكره ابن حبان:[14] «كان محمد ممن جمع وصنف وحفظ والإمام الترمذي صاحب لجامع من الأئمة الستة الذين حرسوا سنة رسول الله صلى الله عليه وسلم وأصبحت كتبهم في عالم السنة هي الأصول المعتمدة في الحديث ومن الذين نضر الله وجوههم لأنه سمع حديث[ ؟ ] رسول الله فأداه كما سمعه»
- قال ابن خلكان:[18] «التِّرمِذي الحافظ المشهور، أحد الأئمة الذين يقتدى بهم في علم الحديث، صنَّف كتاب الجامع والعلل تصنيف رجل متقن، وبه كان يُضرَب المثَل، وهو تلميذ أبي عبد الله محمد بن إسماعيل البخاري، وشاركه في بعض شيوخه، مثل: قتيبة بن سعيد، وعلي بن حجر، وابن بشار، وغيرهم»
- قال إسماعيل الهروي:[13] «جامع التِّرمِذي أنفعُ مِن كتاب البخاري ومسلمٍ؛ لأنهما لا يقف على الفائدة منهما إلا المتبحر العالم، والجامع يصلُ إلى فائدته كلُّ أحدٍ»
- قال ابن كثير:[19] «التِّرمِذي: أحدُ أئمة الحديث في زمانه، وله المصنَّفات المشهورة، منها "الجامع"، و"الشمائل"، و"أسماء الصحابة"، وغير ذلك، وكتاب "الجامع" أحد الكتب الستة التي يرجِع إليها العلماء»
- قال أبو يعلى الخليل بن عبد الله:[20] «محمد بن عيسى بن سورة بن شداد الحافظ متفق عليه، له كتاب في السنن، وكتاب في الجرح والتعديل، روى عنه أبو محبوب والأَجِلَّاء، وهو مشهور بالأمانة والإمامة والعلم»

## من أقواله

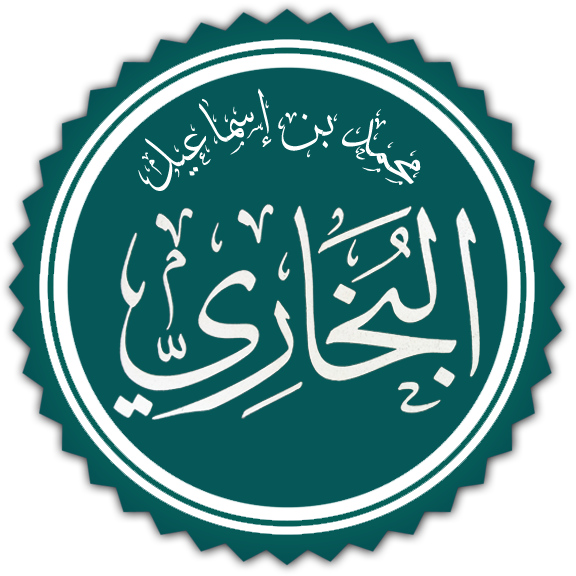
الإمام محمد بن إسماعيل البخاري الذي تفقه الترمذي الحديث به

- قال:[21] «قال لي محمد بن إسماعيل البخاري: ما انتفعتُ بك أكثر مما انتفعت»
- وقال:[14] «صنفت هذا الكتاب، وعرضته على علماء الحجاز، والعراق وخراسان، فرضُوا به، ومن كان هذا الكتاب - يعني: سنن الترمذي - في بيته، فكأنما في بيته نبيٌّ يتكلم»
- وقال: «ما أخرجت في كتابي هذا إلا حديثًا قد عمل به بعض الفقهاء، سوى حديث: «فإن شرب في الرابعة فاقتلوه»، وسوى حديث: «جمع بين الظهر والعصر بالمدينة، من غير خوفٍ ولا سفرٍ»»
- قال:[22] «كنت في طريق مكة، فكتبت جزأين من حديث شيخ، فوجدته فسألته، وأنا أظن أن الجزأين معي، فسألته، فأجابني، فإذا معي جزآن بياض، فبقي يقرأ علي من لفظه، فنظر، فرأى في يدي ورقًا بياضًا، فقال: أما تستحي مني؟ فأعلمته بأمري، وقلت: أحفظه كله. قال: اقرأ. فقرأته عليه، فلم يصدقني، وقال: استظهرت قبل أن تجيء؟ فقلت: حدثني بغيره. قال: فحدثني بأربعين حديثًا، ثم قال: هات. فأعدتها عليه، ما أخطأت في حرف»

## طلبه للحديث
ارتحل وذهب إلى خراسان، والعراق، والحجاز، ولم يرحل إلى مصر والشام، وحدّث الحديث عن:
- قتيبة بن سعيد
- إسحاق بن راهويه
- محمد بن عمرو السواق البلخي
- محمود بن غيلان
- إسماعيل بن موسى الفزاري
- أحمد بن منيع
- أحمد بن القاسم الزهري
- بشر بن معاذ العقدي
- الحسن بن أحمد بن أبي شعيب
- أبو عمار الحسين بن حريث
- المعمر عبد الله بن معاوية الجمحي
- عبد الجبار بن العلاء
- أبو كريب
- علي بن حجر
- علي بن سعيد بن مسروق الكندي
- عمرو بن علي الفلاس
- عمران بن موسى القزاز
- محمد بن أبان المستملي
- محمد بن حميد الرازي
- محمد بن عبد الأعلى
- محمد بن رافع
- محمد بن عبد العزيز بن أبي رزمة
- محمد بن عبد الملك بن أبي الشوارب
- محمد بن يحيى العدني
- نصر بن علي
- هارون الحمال
- هناد بن السري
- الوليد بن شجاع
- يحيى بن أكثم
- يحيى بن حبيب بن عربي
- يحيى بن درست البصري
- يحيى بن طلحة اليربوعي
- يوسف بن حماد المعني
- إسحاق بن موسى الخطمي
- إبراهيم بن عبد الله الهروي
- سويد بن نصر المروزي

وأقدم ما عنده من الحديث، حديث مالك والحمادين، والليث، وقيس بن الربيع ، وينزل حتى إنه أكثر عن البخاري ، وأصحاب هشام بن عمار. وحدث عنه:
- أبو بكر أحمد بن إسماعيل السمرقندي
- أبو حامد أحمد بن عبد الله بن داود المروزي
- أحمد بن علي بن حسنويه المقرئ
- أحمد بن يوسف النسفي
- أسد بن حمدويه النسفي
- الحسين بن يوسف الفربري
- حماد بن شكر الوراق
- داود بن نصر بن سهيل البزدوي
- الربيع بن حيان الباهلي
- عبد الله بن نصر أخو البزدوي
- عبد بن محمد بن محمود النسفي
- علي بن عمر بن كلثوم السمرقندي
- الفضل بن عمار الصرام
- أبو العباس محمد بن أحمد بن محبوب، راوي الجامع
- أبو جعفر محمد بن أحمد النسفي
- أبو جعفر محمد بن سفيان بن النضر النسفي الأمين
- محمد بن محمد بن يحيى الهروي القراب

سنن الترمذي أحد الكتب الستة

شرح علل الترمذي لابن رجب الحنبلي

- محمد بن محمود بن عنبر النسفي
- محمد بن مكي بن نوح النسفي
- مسبح بن أبي موسى الكاجري
- مكحول بن الفضل النسفي
- مكي بن نوح
- نصر بن محمد بن سبرة
- الهيثم بن كليب الشاشي

## مؤلفاته

### سنن الترمذي
سنن الترمذي أو جامع الترمذي هو أشهر مؤلفات الترمذي، وله مكانة كبيرة بين كتب الحديث، فهو من الكتب الستة، ومن كتب السنن الأربعة، ويبلغ عدد أحاديثه (3956) حديثًا، وتضمن الحديث مصنفًا على الأبواب، والفقه، وعلل الحديث، ويشتمل على بيان الصحيح من السقيم وما بينهما من المراتب، واشتمل على الأسماء والكنى، وعلى التعديل والتجريح، ومن أدرك النبي ومن لم يدركه ممن أسند عنه في كتابه، وتعديد من روى ذلك.

### الشمائل المحمدية
هو أحد كتب السيرة، ذكر فيه الترمذي أوصاف النبي، وبين الشمائل والأخلاق والآداب التي تحلى بها للتأسي به سلوكًا وعملًا واهتداءً، فقسمه إلى 55 بابًا، وجمع فيه 397 حديثًا.

### علل الترمذي الكبير
هو عبارة عن عدة أحاديث يرويها الترمذي بأسانيده، ثم يعقبها بالحكم على كل حديث منها إما بكلامه وإما بكلام شيوخه الذين يذكرهم، وقد كان النصيب الأوفر من الحكم على هذه الأحاديث من نصيب الإمام البخاري، وقد بلغت نصوص هذا الكتاب 484 نصًا مسندًا، وقد تم تنقيحه في ترتيب علل الترمذي الكبير.

### العلل الصغير
هو كتاب ملحق بسنن الترمذي، يجمع فيه الأحاديث المعللة على ترتيب الأبواب الفقهية، ويبين فيه علة كل حديث.

### مؤلفات أخرى
وله عدة مؤلفات أخرى، منها ما هو مفقود:
- الزهد
- كتاب التفسير
- كتاب التاريخ
- كتاب الأسماء والكنى

## وفاته

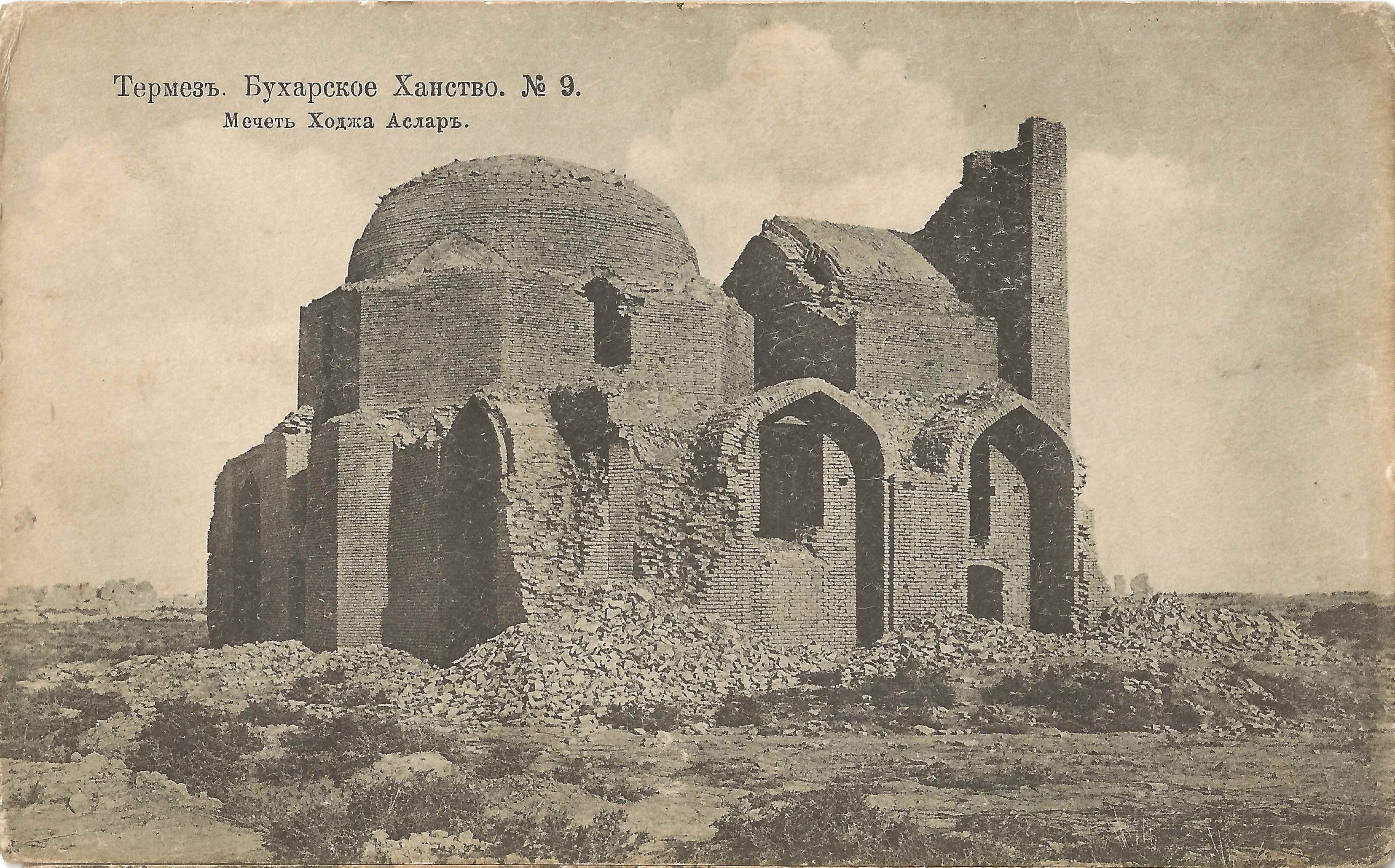
صورة تعود إلى سنة 1913م لأنقاض مسجد قديم بترمذ

توفي الترمذي ليلة الاثنين (13 رجب 279 هـ = 892م) في بلدة ترمذ، وكان عمره سبعين عامًا.

## وصلات خارجية
- الإمام الترمذي ـ راغب السرجاني ـ موقع قصة الإسلام.
- سنن الترمذي ـ مقالات إسلام ويب .
- الإمام الحافظ: أبو عيسى الترمذي ـ صلاح نجيب الدق.